# Baraolt
Baraolt là một thị xã thuộc hạt Covasna, România. Dân số thời điểm năm 2002 là 9614 người.